# Lepontusok
A lepontusok ókori nép. Raetia legdélebbi részén, a Szent Gotthárd-hegy déli lejtőjén, a mostani svájci Tessin kantonban éltek, ahol egy völgy mai neve (Val Laventina) talán az ő emléküket őrzi. Caius Iulius Caesar állítása szerint az ő területükön eredt a Rajna, idősebb Plinius szerint a Rhône. Fővárosuk Oscela (a mai Domodossola) volt. Sztrabón is említést tesz róluk.